# 四聯境金安宮
23°00′05″N 120°11′43″E / 23.001329°N 120.195145°E
四聯境金安宮位於臺灣臺南市中西區，是主祀天上聖母的廟宇。廟名由來是因為開基二媽來自興化府莆田縣金川，護鎮三媽是由金門士兵自湄洲迎來，為感念此歷史而命名「金安宮」。該廟過去是「七合境」的成員，現為「四聯境」的成員。此外過去因為此廟的存在，曾有「金安宮街」、「金安里」等地名。

## 沿革
金安宮的前身為一草寮，在兌悅門北側，舊稱「中街頭西側」。乾隆年間有商人自福建金川迎奉開基二媽，後來又有金門士兵從湄洲迎奉護鎮三媽來臺。該處香火鼎盛，成為商人入城寄佛之處，漸成信仰中心。後來鄉里居民與碼頭工人集資建廟，其年代一說不可考，一說在嘉慶十四年（1809年）。廟中留有嘉慶年間的古香爐，為該廟歷史最久的文物。
該廟在嘉慶廿年（1817年）、同治元年（1862年）、大正三年（1914年）、民國37年（1948年）、民國47年（1958年）均有修建。民國76年（1987年）發生火災，但神像金身大多倖存下來。次年（1988年）金安宮開始重建，到了民國89年（2000年）才完工。重建完工當年啟建庚辰科慶成祈安三朝建醮。

## 祭祀
金安宮除供奉天上聖母外，還供奉有全臺開基聖父母金身（吏部天官九千歲）、清水祖師、溫府千歲、玄天上帝、臨水夫人、福德正神、觀音佛祖、張府天師等神祇。

## 外部連結
- 四聯境金安宮的Facebook專頁
- 四聯境金安宮的Instagram帳戶